# 柳太準
柳太準（1971年12月7日—），韓國男歌手、男演員，名字常被音譯為柳泰俊。

## 演出作品

### 電視劇
- 2005年：KBS《比花還美》
- 2006年：MBC《真的真的喜歡你》飾演 金柱燁
- 2006年：KBS《黃真伊》飾演 碧溪守
- 2007年：SBS《為愛瘋狂》
- 2007年：SBS《藍魚》飾演 朴東赫
- 2007年：SBS《8月下的雪》飾演 吳宗赫
- 2008年：SBS《全職媽媽》
- 2009年：SBS《綠色馬車》飾演 尹亨模
- 2010年：KBS《嫁給我吧》飾演 崔贤旭
- 2011年：KBS《四百年的夢》
- 2012年：KBS《福熙姐》飾演 姜俊模
- 2012年：SBS《大風水》飾演 恭愍王
- 2014年：JTBC《貴夫人》飾演 白其夏
- 2014年：tvN《家族的秘密》飾演 閔俊赫
- 2017年：SBS《超人家族2017》飾演 姜東健

### 電影
- 2008年：《女童軍》
- 2011年：《寵物情人》饰演 车宇圣
- 2014年：《被害者们》饰演 道京
- 2017年：《逆謀 – 叛亂的時代》饰演 英祖

## 獲獎
- 2007年：SBS演技大賞－新星奬

## 外部連結
- 柳太準的Instagram帳戶
- NAVER （页面存档备份，存于）